# Juncus brachycarpus
Juncus brachycarpus är en tågväxtart som beskrevs av Georg George Engelmann. Juncus brachycarpus ingår i släktet tåg, och familjen tågväxter. Inga underarter finns listade i Catalogue of Life.

## Bildgalleri

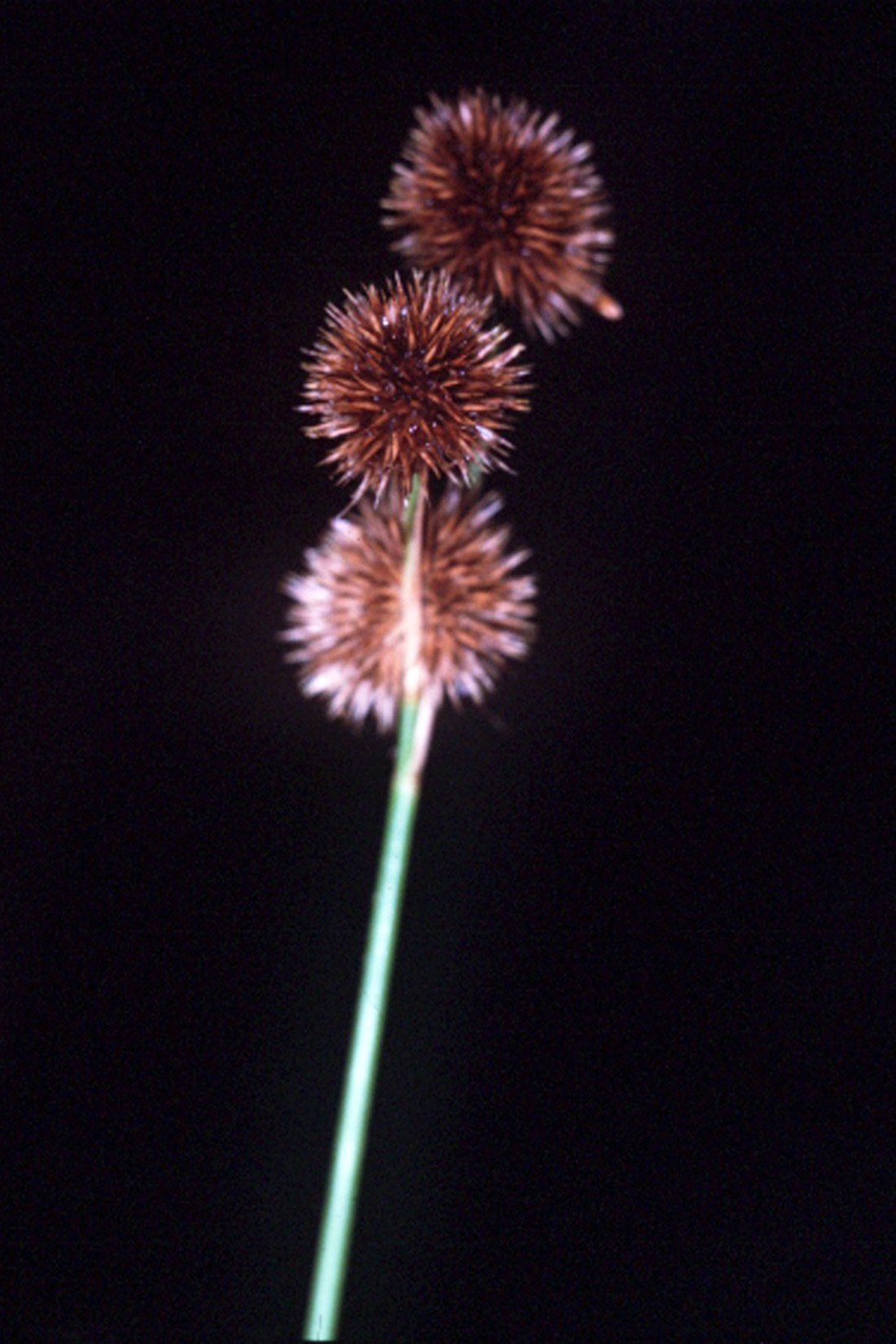